# Buguma
Buguma City est une ville de taille moyenne dans l'État de Rivers au Nigeria. C'est le siège de la zone de gouvernement local d'Asari Toru et la base du royaume de Kalabari, un État traditionnel nigérian.
La ville possède un bureau de poste officiel et un grand ensemble d'étangs à poissons commerciaux mis en place par le gouvernement de l'État.[réf. nécessaire]. Le maire actuel, communément appelé président, de la  zone de gouvernement local, dont la ville de Buguma est le siège, est  Onengiyeofori George (Starboy).
Buguma est également la ville où demeure le roi du royaume Kalabari, Amachree.
En 1983, Buguma a été désignée comme ville par le gouvernement de Melford Okilo et ce statut subsiste à ce jour.